# John Bertram Adams

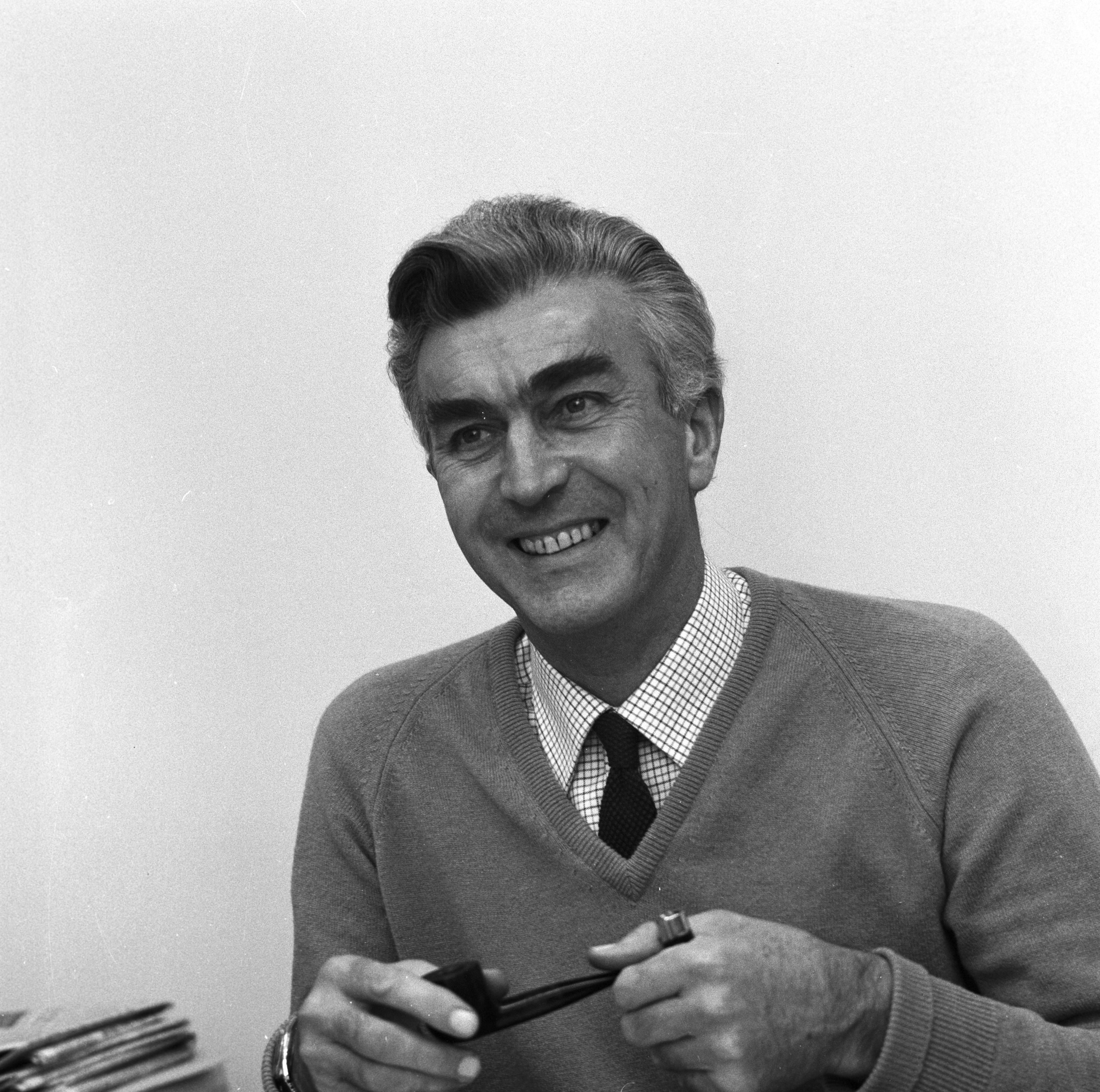
John Adams 1973

Sir John Bertram Adams KBE (* 24. Mai 1920 in Surrey, England; † 3. März 1984) war ein britischer Physiker, der am Aufbau mehrerer Teilchenbeschleuniger insbesondere am CERN maßgeblich beteiligt war. Er war mehrfach Generaldirektor des CERN.
Adams war der Sohn eines im Ersten Weltkrieg schwer verletzten Fotografen und Erfinders (unter anderem eines Eisenbahnbremssystems), und wegen der Invalidität des Vaters hatte die Familie finanzielle Engpässe zu überwinden und konnte keine Universitätsausbildung für Adams finanzieren. Mit 16 Jahren verließ er die Schule und arbeitete an der Akustik von Telefonapparaten in den englischen Siemens-Laboratorien. Gleichzeitig besuchte er das South East London Technical Institute, wo er 1939 einen Abschluss machte (Higher national certificate), den einzigen seiner Laufbahn. Während des Zweiten Weltkriegs arbeitete Adams 1941 bis 1945 im Telecommunications Research Establishment (zuerst in deren Laboratorien in Swanage, dann in Malvern) an der Radar-Entwicklung als Ingenieur und Techniker. Aufgrund seiner Leistungen wurde er von Herbert Skinner in den Wissenschaftler-Status im Labor befördert. Nach dem Krieg war er (zunächst ebenfalls bei Skinner) an der Kernforschungsanlage in Harwell für die Konzeption und den Bau eines 180 MeV Synchro-Zyklotrons verantwortlich, der ersten solchen Anlage in Europa, das nach vier Jahren Bauzeit dreißig Jahre in Betrieb war. Daneben arbeitete er auch an Klystronen. Trotz fehlender formaler akademischer Qualifikation machte er schnell Karriere. Schon im September 1953 war er auf Empfehlung von John Cockcroft am CERN und ab 1954 leitete er als Direktor den Aufbau des ersten europäischen Protonen-Synchrotrons am CERN, das ab 1960 in Betrieb ging. 1960/1961 war er CERN-Direktor. 1961 bis 1966 war er Direktor des britischen Kernfusions-Labors in Culham. Gleichzeitig war er 1966 bis 1971 im Rat der britischen Atomenergiebehörde. Ab 1971 leitete er am CERN den Bau des SPS-Beschleunigers (als Direktor des Labors 2). Von 1976 bis 1980 war er Generaldirektor des CERN und wesentlich beteiligt an der Durchsetzung des LEP Elektron-Positron Speicherrings.
1960 erhielt er den Röntgen-Preis der Justus-Liebig-Universität Gießen. 1963 wurde er Mitglied der Royal Society und 1972 mit deren Leverhulme-Medaille und 1977 mit deren Royal Medal ausgezeichnet. 1977 erhielt er die Faraday-Medaille der Institution of Electrical Engineers. 1981 wurde er zum Knight Commander (KBE) ernannt und 1962 erhielt er den CMG (Companion of the Order of St. Michael and St. George). Er war mehrfacher Ehrendoktor (Birmingham, University of Surrey, University of Strathclyde, Mailand, Genf) und erhielt 1966 einen Masterabschluss ehrenhalber der Universität Oxford, wo er Fellow des Wolfson College war.
Seit 1982 war er auswärtiges Mitglied der Sowjetischen Akademie der Wissenschaften.
Er war seit 1943 mit der Physikerin (Bachelor-Abschluss an der Universität Liverpool) Renie Warburton verheiratet, mit der er zwei Töchter und einen Sohn hatte.

## Institut
Die Physik-Institute der University of Oxford und der Royal Holloway, University of London betreiben gemeinsam das nach John Adams benannte Institut für Beschleuniger-Wissenschaften (siehe Weblink).